# 小林顕作
小林 顕作（こばやし けんさく、1971年4月9日 - ）は、日本の俳優、声優、演出家、脚本家、ダンサー 。
東京都小平市出身。株式会社グラート所属。小平市観光まちづくり大使。NHK教育テレビの子供番組『みいつけた!』の「オフロスキー」役としても有名。

## 人物
- 東京都立保谷高等学校[6]、日本大学藝術学部卒業[4]。
- 父は童謡の作詞家である小林幹治[7]。既婚。2児の父[8]。
- 在学中より、TEAM 発砲・B・ZIN、珍しいキノコ舞踊団、BQMAPなど数多くの舞台に出演。
- 1996年より劇団宇宙レコードを主宰。全ての脚本・演出・主演を担当[4]。
- ダンス・カンパニーコンドルズの旗揚げ（1996年 - ）からのメンバーであり、コント脚本を担当[9]。
- ギター、ブルースハープも得意とし、作詞・作曲も行う。俳優の大堀こういちとのフォークデュオ「羊」としての音楽活動も行っている[6]。
- 脚本提供、演出を手がけることも多く、また鴻上尚史の舞台や、阿佐ヶ谷スパイダース、劇団EXILE、真心一座、G-up、劇団鹿殺しなど数々の劇団への客演などもこなし、その演技力の高さで各方面から評価されている。
- CMナレーションなどの仕事も多数。ワークショップ講師、子供向けの絵本の読み聞かせ公演も行なっている[10]。
- ライブイベント『明大前フォーク集会』を月に1度キッド・アイラック・アート・ホールにて開催。

## 出演及び演出作品

### 舞台
2000年以前の舞台歴は公式プロフィールを参照
2000年
- コンドルズ「2001年ダーリン」
- コンドルズ「Conquest of the Galaxy：Jupiter」《NY》
- コンドルズ「Spring Man〜春男〜」
- 宇宙レコード「OH!! ペッパーベイビー」
- 宇宙レコード「ザ・ポシェット」
- コンドルズ「ハートに火をつけて」
- 「A.S.P.（イヌの日）」阿佐ヶ谷スパイダース
- 宇宙レコード「ロッカールーム！！で俺を見つけたら1人でロックンロール！！している俺をほっといてくれ。」

2001年
- コンドルズ「OVER THE RAINBOW」《東京→NY→LA》
- 「ライヒ」阿佐ヶ谷スパイダース（客演）
- 宇宙レコード「毛」
- コンドルズ「A列車で行こう」《福岡→札幌→東京→香港》
- 宇宙レコード「小鳥さん・馬・a dog」

2002年
- 「青木さん家の奥さん」RUPプロデュース（作：内藤裕敬／演出：河原雅彦）
- 宇宙レコード「いいえっ ショッピングです」
- 「SPACE JESUS『終演後は駆け足で飲みに行く。』『生ビールよっつ』」HIGHLEG JESUS真夏の昇天シリーズ
- コンドルズ「YOUNG MAN」《北米ツアー02凱旋☆超限定東京公演》
- コンドルズ「THE GREAT ESCAPE」《日本韓国超親善ツアー2002》
- 宇宙レコード「15の夜（仮）」

2003年
- 宇宙レコード「"Hanzomon?" "Ha〜Ha〜Hanzomon!" "Ha〜Ha〜Hanzomon?"」
- 「青木さん家の奥さん」Madam Aoki Special（作：内藤裕敬／演出：河原雅彦）
- 宇宙レコード「俺、かっこいいんだぜ、俺」
- コンドルズ「GET IN THE RING」《アジア・オーストラリア環太平洋ツアー2003東京凱旋公演》
- 「1989」ヴィレッヂ プロデュース vol.2 （脚本：ブルースカイ／演出：村上大樹）

2004年
- 「革命の林檎」（作：宋英徳／演出：平光琢也）
- コンドルズ「ビッグ・ウエンズデー」
- 宇宙レコード「いやん見ちゃん」
- 宇宙レコード「見ちゃんいやん」
- 「真夏の夜の夢」（原作：シェイクスピア／演出：木野花）
- コンドルズ「沈黙の春- WILD LIFE - 」

2005年
- 宇宙レコード「大阪パフォーマンス東京ドール - O・P・T・D -」
- コンドルズ「TOP OF THE WORLD」夏のダンス公演 日本縦断大頂上ツアー2005
- 「Comedy Club KingのBLACK HOLE」宇宙レコード+富岡晃一郎 RISING SUN ROCK FESTIVAL 2005 in EZO
- 「流れ姉妹〜たつことかつこ〜」真心一座 身も心も 第一章（作：千葉雅子／演出：河原雅彦）
- 宇宙レコード「深いイミでTHAT'S！オーライ！」
- 「恋愛ホテル〜LOVE×HOTEL〜」（客演）（10月6日 - 16日、アートスフィア）
- コンドルズ「JUPITER ENCORE」朝日舞台芸術賞 寺山修司賞 受賞記念企画
- コンドルズ「JUPITER」アメリカツアー2005 東京凱旋完全特別公演

【作品提供・演出】
- 福島県立いわき総合高等学校 総合学科第2期生 卒業公演「なんか大パニック(゜∀。)≦デヴェロッペから前へ!!」

2006年
- 「お台場SHOW-GEKI城」
- コンドルズ「ELDORADO〜New Best of Condors」日本縦断黄金郷ツアー2006
- 宇宙レコード「そうですね、早くて一時間、一時間で終わりますよ」
- G-up「散歩する侵略者」Vol.4（客演）
- コンドルズ「勝利への脱出SHUFFLE」埼玉スペシャル公演2006
- コンドルズ「勝利への脱出」2006 春の東京公演

2007年
- コンドルズ「ヨーロッパツアー2007（ロンドン／パリ／ローマ公演）」
- コンドルズ「太陽にくちづけ7 バック・トゥ・ザ・フューチャー」ヨーロッパツアー東京凱旋公演
- コンドルズ「太陽にくちづけ007 トゥモロー・ネバー・ダイ」埼玉スペシャル公演2007
- コンドルズ「SUMMER TIME BLUES〜沈黙の夏〜」
- 真心一座（客演）「流れ姉妹〜ザ・グレート・ハンティング〜」身も心も 第二章（作：千葉雅子／演出：河原雅彦）
- 「殺 ROCK ME!〜サロメ〜」（日替わりキャスト）劇団鹿殺し第16回公演（作：丸尾丸一郎／演出：葉月チョビ）
- 宇宙レコード「パンク集会」（11月12日）
- 宇宙レコード「ダイブして、今すぐっほらっ」
- 毛皮族（客演）「天国と地獄」演劇キックプロデュース
- コンドルズ 「HIGH VOLTAGE」 福井公演
- コンドルズ「SKY HIGH」愛知県春日井市公演
- コンドルズ「聖コンドル女学園〜あなたにあえてよかった〜」 学習院女子大超特別公演
- コンドルズ「ツタンカーメン」（12月21日 - 23日、京都三条アートコンプレックス1928）

【作品提供・演出】
- 坂本美雨ミュージックビデオ「Swan Dive」ダンス振り付け
- イケメンズ「vamos」渋谷・Club Asia（7月27日・28日）
- 福島県立いわき総合高等学校総合学科第4期生 卒業公演「TSURUPPAGEサラマンダーに告ぐ ミッション:0.1秒にモキュモキュせよ（爆）」
- 経済とH「なまけもの百科事典」（3月）

2008年
- コンドルズ 新宿シアターアプル閉館 カウントダウン公演「LAST WALTZ」
- コンドルズ『アインシュタイン』京都公演（三条アートコンプレックス1928）
- コンドルズ『アンタッチャブル』ツアー
- 60 PEAK『ミカエルの唄』客演（東京：10月14日 - 19日）
- 『ドラえもん のび太とアニマル惑星』（骨川スネ夫役）（演出：鴻上尚史）（7月 - 9月）
- 劇団EXILE『CROWN〜眠らない、夜の果てに…』（客演）（5月16日 - 26日、青山劇場）
- コンドルズ ブラジルツアー （3月、サンパウロ・クリティバ）
- コンドルズ「UFO」（2月20日 - 23日、青山円形劇場）
- コンドルズ『NHKシアターコレクション'08 ELDORADO』（2月16日 - 17日）
- コンドルズ「Let's Go Crazy tour2008新春」（1月12日、焼津／19日、岩手／26日、所沢）

【作・演出】
- モッカモッカ コントライブ3『I WANT YOU I WANT YOU』にコント作品提供

2009年
- コンドルズ『ダーウィン』京都公演10周年（12月25日 - 27日、三条アートコンプレックス1928）
- コンドルズ夏ツアー2009「9 Lives」
- 宇宙レコード「鉄棒 ファン」（7月3日 - 5日、笹塚ファクトリー）
- コンドルズ 埼玉スペシャル公演（5月23日・24日、彩の国さいたま芸術劇場）
- jealkb×コンドルズ 『B.L.〜 Ballad of Lip 〜』（脚本・演出・出演）（4月15日 - 19日、池袋サンシャイン劇場）
- 真心一座 身も心も 第三章『流れ姉妹〜たつことかつこ〜獣たちの夜』（2月18日 - 22日、下北沢本多劇場 他）

【作品提供・演出】
- 時速246「ささやかなこの人生」（コント作演）（5月13日 - 17日、恵比寿・エコー劇場）
- 平野勲人プロデュース クンジードーvol.1「情熱の僕のパンチ」（コント提供）（3月9日 - 11日、新宿シアターモリエール）

2010年
- コンドルズ 京都スペシャル公演第拾弐弾 『2011年ドリーミン』（12月24日 - 26日、京都三条アートコンプレックス1928）
- 「コンど〜るズ」 第2回人形劇公演「わたしはあなたのくるみ割り人形じゃない（仮）」（11月17日、神楽坂・セッションハウス）
- コンドルズ 日本縦断大蒼天ツアー[SKY with DIAMOND]（8月20日 - 9月25日）
- プロペラ犬「アウェーインザライフ」（6月4日 - 25日）
- コンドルズ「狼たちの午後」（3月24日 - 28日、世田谷パブリックシアター）
- コンドルズ アジアツアー（インドネシア／韓国）

【作品提供・演出】
- モッカモッカ コントライブ4『泳ぐから荷物見といて』に作品提供（3月25日 - 28日）
- コントユニット「砂と女」（振付・演出）（大阪 オパフェ！）

2011年
- 宇宙レコード「ルーッドヒはダロワイヨの為に…では、ヤンボスキーは誰が為に？」（11月12日 - 19日、キッド・アイラック・アート・ホール）
- 『モリー・スウィーニー』（客演）（6月10日 - 19日、シアタートラム）
- 真心一座 身も心も 最終章『流れ姉妹〜たつことかつこ〜エンド・オブ・バイオレンス』（1月27日 - 2月6日、下北沢 本多劇場 他）

2014年
- 學蘭歌劇 『帝一の國』（4月18日 - 5月6日、パルコ劇場）

2015年
- 「時代に流されろ」（3月27日 - 29日、本多劇場）
- 時速246億 川本成ソロ公演 『独立』（11月11日 - 15日、中野 劇場MOMO）
- 第二章 學蘭歌劇『帝一の國』-決戦のマイムマイム-（7月12日 - 20日、AiiA 2.5 Theater Tokyo／7月25日・26日、梅田芸術劇場 シアター・ドラマシティ）

2016年
- 時速246億 川本成 ソロ公演『独歩』（7月6日 - 10日、中野 テアトルBONBON）
- 舞台版「パタリロ!」（12月8日 - 25日、紀伊國屋ホール）
- 最終章 學蘭歌劇『帝一の國』-血戦のラストダンス-（3月17日 - 27日、AiiA 2.5 Theater Tokyo）

2017年
- 時速246億 川本成 ソロ公演 『独走』（9月6日 - 10日、中野 劇場MOMO）
- 學蘭歌劇『帝一の國』-大海帝祭-（8月11日 - 13日、日本青年館ホール）

2018年
- ニッポン放送プロデュース ふぉ〜ゆ〜主演『放課後の厨房男子』（10月18日 - 11月4日、博品館劇場）
- 時速246億 川本成ソロ公演『独特』（8月22日 - 26日、中野 劇場MOMO）
- 舞台『パタリロ!』★スターダスト計画★（3月15日 - 25日、天王洲 銀河劇場／3月30日� - 4月1日、森ノ宮ピロティホール）
- ～ハダカ座公演 vol.1～『ストリップ学園』（1月12日 - 20日、新宿FACE）

2019年
- ニッポン放送プロデュース ふぉ〜ゆ〜 主演『放課後の厨房男子 リターンマッチは恋の味 篇』（11月1日 - 5日、日経ホール／11月23日・24日、松下IMPホール／11月27日 - 12月8日、銀座 博品館劇場）
- 『THE BANK ROBBERY!～ダイヤモンド強奪大作戦～』（8月2日 - 12日、新国立劇場 中劇場／8月16日・17日、森ノ宮ピロティホール）

2020年
- ～ハダカ座公演 vol.2～『ストリップ海峡』（3月27日 - 4月3日、新宿FACE）（ ※新型コロナウイルスの影響により公演中止  ）
- 時速246億 川本成 ソロ公演『独学』（6月24日 - 28日、中野 劇場MOMO）（※新型コロナウイルスの影響により延期）
- 追手門学院高校表現コミュニケーションコース5期生卒業公演「ここで○◇と叫びたい」（7月31日 - 8月2日、追手門学院高校）
- ニッポン放送プロデュース ふぉ〜ゆ〜 主演『放課後の厨房男子　まかない飯とShall we dance? 篇』（10月31日 - 11月4日、日経ホール／11月6日 - 8日、松下IMPホール / 11月18日 - 29日、紀伊國屋サザンシアター TAKASHIMAYA）
- 『笑ゥせぇるすまん』THE STAGE（4月23日 - 5月3日、品川プリンスホテル ステラボール／5月7日 - 10日、AiiA 2.5 Theater Kobe）（※新型コロナウイルスの影響により公演中止）

2021年
- 舞台『パタリロ!』～霧のロンドンエアポート～（1月21日 - 31日、天王洲 銀河劇場）
- 「笑ゥせぇるすまん」THE STAGE（3月26日 - 4月11日、品川プリンスホテル ステラボール）（2020年の公演中止をうけての再演）
- 天才てれびくん the STAGE ～バック・トゥ・ザ・ジャングル～（6月21日 - 26日、渋谷区文化総合センター大和田 さくらホール／7月10日・11日、COOL JAPAN PARK OSAKA WWホール）
- ふぉ〜ゆ〜 結成10周年記念Music Video「大丈夫さ」

2022年
- アマネ†ギムナジウム オンステージ（4月22日 - 5月15日、Mixalive TOKYO Theater Mixa）
- コンドルズ埼玉公演2022新作「Starting Over」（6月4日・5日、彩の国さいたま芸術劇場）
- 舞台「パタリロ!」～ファントム～（9月1日 - 11日、天王洲 銀河劇場／9月17日 - 19日、大阪 サンケイホールブリーゼ）

【演出】
- 舞台『呪術廻戦』（7月15日 - 31日、天王洲 銀河劇場）

2024年
- Stage Reading「A Bright New Boise」（5月10日 - 19日、KAAT神奈川芸術劇場 大スタジオ）

2025年
- コンドルズ埼玉公演2025新作「BORN TO RUN」（6月7日・8日、彩の国さいたま芸術劇場 大ホール）
- good morning N°5「執着の泡」（7月17日 - 30日〈予定〉、下北沢ザ・スズナリ） - 声の出演

### テレビ番組
- みいつけた!　“よんだ？”コーナー（2009年4月 - 、NHK Eテレ） - オフロスキー / タイチョースキー 役
- ワンワンパッコロ!キャラともワールド 第3回リクエスト大会ゲスト（2014年10月、NHK BSプレミアム） - オフロスキー 役
- ストリートの道（2009年7月6日 - 12月28日・毎週月曜深夜、テレビ東京） - 司会
- 芸術劇場　NHKシアターコレクション'08 「ELDORADO」（2008年、NHK）
- わたしのきもち　“白いひろば”コーナー（2005年4月 - 2008年3月、NHK教育テレビ） - うえだくん 役
- からだであそぼ「こんどうさんちのたいそう」（2005年4月 - 、NHK教育テレビ） - コンドルズ
- トップランナー　第260回（2004年8月29日、NHK） - コンドルズ

### テレビドラマ
- 3番テーブルの客　第17回「松岡錠司監督編」（1997年2月17日、フジテレビ）
- 都立水商！（2006年3月28日、日本テレビ） - 警官 役
- ママさんバレーでつかまえて　第6話「愛のクイズ番組」（2009年11月15日、NHK総合） - 宝石セールスマン・淵 役
- 世にも奇妙な物語  '13春の特別編 「不死身の夫」（2013年5月11日、フジテレビ） - 保険外交員・樫尾 役
- 福家警部補の挨拶　第3話「プロジェクトブルー」（2014年1月28日、フジテレビ） - デザイナー 役
- 翳りゆく夏　第1 - 3話（2015年1月15日 - 2月1日、WOWOW）
- 大河ドラマ 真田丸　第32・34・37・39 - 最終回（2016年8月14日 - 12月18日、NHK総合・NHK BSプレミアム） - 明石全登 役
- 趣味どきっ!　銭湯 〜 ボクが見つけた至福の空間　第4回「健康の秘訣は湯温にあり」（2020年2月25日、NHK Eテレ） - 健康マニアの常連客 役

### 映画
- 有限会社ひきもどし（2005年9月10日公開） - 京介 役
- 泣きたいときのクスリ（2009年1月10日公開） - 御手洗 役

【監督・音楽】
- 劇場版パタリロ！（2019年6月28日公開）

### テレビアニメ
- 名探偵コナン シーズン5 第190話「命がけの復活 第三の選択」（2000年5月15日、日本テレビ） - 蒲田耕平 役
- HUNTER×HUNTER 第57話「ゴン×お宝×危うい男」（2001年2月17日、フジテレビ） - 細目 役

### 劇場版アニメ
- Genius Party Beyond「次元爆弾」（2008年10月11日公開、森本晃司監督）

### ラジオドラマ
- 泣きたいときのクスリ2008　第2週「竹野くんの話」（2008年11月10 - 13日、TOKYO FM） - 御手洗翔 役[15]
- FMシアター「嘘とギター」 （2013年5月25日、NHK-FM） - 武志 役[16]
- 青春アドベンチャー「びりっかすの神さま」（2014年12月15日 - 19日、NHK-FM） - びりっかす 役[17]
- 貫地谷しほりのラジオ劇団・小さな奇跡「戦闘員の恋」（2010年1月11日 - 14日、TOKYO FM） - 平和守 役
- 貫地谷しほりのラジオ劇団・小さな奇跡「もうすぐ春ですね」（2010年3月22日 - 25日、TOKYO FM） -  北村公平 役

### ゲーム
- スターオーシャン セカンドストーリー（ルシフェル、ハニエル）
- スターオーシャン:アナムネシス（ルシフェル）

### テレビCMナレーション
- 花王「エコナ パスタソース」
- SoftBank 「Wホワイト」
- 花王「バブ」
- 太陽生命
- HABA「ホワイトレディ」
- ダンロップ
- JAL
- 佐川急便
- AC

他多数

### ラジオCM
- docomo
- 久光製薬「ブテナロック」
- ロッテ「トッポ」
- Starbucks Coffee
- KEY COFFEE
- パルコ「メディコムトイ展示会」
- DHC
- 明治「キシリッシュ」
- WOWOW
- 講談社
- KDDI
- 大正製薬「リポビタンD」

他多数

## 書籍

### 著書
- 『エンゲキからはじめました。小林顕作』（ネルケ出版）
- コンドルズ 超決定版写真集「第2ボタン」（扶桑社）

### 雑誌連載
- 「Style」『コンドルズ／宇宙レコード・小林顕作のお悩み相談室 悩むなよ、女子たちぃ！」